# Водоканал (посёлок, Казань)
Водоканал, посёлок треста «Водоканал» (тат. «Водоканал» бистәсе) — бывший посёлок в Советском районе Казани.

## Расположение
Был расположен в 8 километрах от станции Казань и в 14 километрах от пристани Дальнее Устье.

## История
Упоминается в 1940 году как подстанция Водоканала; со второй половины 1940-х упоминается как Водоканал.
Входил в Азинский, затем Мало-Клыковский сельсоветы Столбищенского района Татарской АССР.
Включён в черту города в 1958 году на основании указа Президиума Верховного Совета РСФСР от 29 августа 1958 года.